# たとえば唄えなくなったら
「たとえば唄えなくなったら」は、日本のロックバンド・ステレオポニーの9作目のシングル。2011年8月10日リリース。

## 解説
2011年第1弾シングル及びかりゆし58と共演した本作はチバテレビ 『ハピはぴ・モーニング〜ハピモ〜』 エンディングテーマ。

## 収録曲
1. たとえば唄えなくなったら
作詞/作曲：前川真悟 編曲：ステレオポニー/BOND/PRISM147
チバテレビ 『ハピはぴ・モーニング〜ハピモ〜』 エンディングテーマ。
2. SHOOTING STAR
作詞/作曲：AIMI 編曲：ステレオポニー/BOND/mw
HONDA 『ジョルノ』 Web CM曲。
3. たとえば唄えなくなったら -AIMI Duet Ver-
4. たとえば唄えなくなったら -前川真悟 Duet Ver-
5. たとえば唄えなくなったら -Instrumental-

### DVD
初回生産盤のみ付属。
1. 小さな魔法 (Video Clip)

## 収録アルバム
- BEST of STEREOPONY (#1)